# Nationalkongressen för timoresisk återuppbyggnad
Nationalkongressen för timoresisk återuppbyggnad, Congresso Nacional da Reconstrução Timorense (CNRT) är det ledande regeringspartiet i Östtimor, bildat i mars 2007 av den avgående presidenten Xanana Gusmão.
I parlamentsvalet den 30 juni 2007 fick CNRT över 100 000 röster (24,1 %) och 18 av 65 mandat.
Sedan de segdragna regeringsförhandlingarna med landets största parti Fretilin blivit resultatlösa kom CNRT överens med Partido Democrático och Coligação ASDT/PSD om att bilda en koalitionsregering med Gusmão som premiärminister.